# إيفان كوليف
إيفان كوليف (بالبلغارية: Иван Колев)‏ هو مصارع رياضي بلغاري، ولد في 17 أبريل 1951 في جربان ‏ في بلغاريا.

## وصلات خارجية
- إيفان كوليف على موقع قاعدة بيانات المصارعة الدولية (الإنجليزية)
- إيفان كوليف على موقع أوليمبيديا (الإنجليزية)